# Калачов Борис Терентійович
Борис Терентійович Калачов (4 липня 1903, місто Москва, тепер Російська Федерація — 9 лютого 1976, місто Москва) — радянський військово-політичний діяч, контрадмірал. Член Ревізійної Комісії КПУ в 1954—1956 роках.

## Біографія
У серпні 1921 — жовтні 1925 р. — студент сільськогосподарського технікуму в місті Кашино Тверської губернії.
У жовтні 1925 — грудні 1926 р. — у Червоній армії. Служив червоноармійцем 62-го кавалерійського полку Московського військового округу.
У грудні 1926 — березні 1932 року — працював у громадських організаціях.
Член ВКП(б) з 1927 року.
З березня 1932 року — у Червоній армії. У березні 1932 — травні 1934 р. — командир взводу, помічник командира ескадрону з політичної частини, відповідальний секретар партійного бюро 57-го кавалерійського полку 14-ї дивізії.
З травня 1934 по березень 1938 року навчався на військово-морському факультеті Військово-політичної академії імені Леніна.
У квітні 1938 — липні 1939 р. — старший інспектор Політичного відділу спеціальних закладів Народного комісаріату Військово-морського флоту (ВМФ) СРСР у Ленінграді.
У липні 1939 — липні 1940 р. — військовий комісар Вищого військово-морського інженерно-будівельного училища ВМФ СРСР. У липні 1940 — липні 1941 р. — заступник начальника з політичної частини і начальник відділення пропаганди і агітації Військово-морської медичної академії.
Учасник німецько-радянської війни з липня 1941 року. У липні — серпні 1941 р. — військовий комісар окремої курсантської бригади Військово-морських навчальних закладів. У серпні — жовтні 1941 р. — начальник Політичного відділу Морської оборони Ленінграду і Озерного району. У жовтні 1941 р. — начальник Політичного відділу Ленінградської військово-морської бази. У жовтні 1941 — травні 1942 р. — начальник Політичного відділу Ладозької військової флотилії.
У травні — червні 1942 р. — у розпорядженні Головного політичного управління Військово-морського флоту (ВМФ) СРСР. У червні 1942 — серпні 1943 р. — начальник морського факультету Військово-політичної академії імені Леніна. У серпні 1943 — липні 1944 р. — заступник начальника Вищих військово-політичних курсів ВМФ з навчально-стройової частини.
У липні 1944 — лютому 1945 р. — начальник Політичного відділу 2-ї бригади тралення Новоросійської військово-морської бази Чорноморського флоту. У лютому — травні 1945 р. — начальник Політичного відділу Охорони водного району в Поті Кримського морського оборонного району.
У травні 1945 — червні 1947 р. — начальник Політичного відділу 1-ї Бригади річкових кораблів Червонопрапорної Амурської флотилії. Учасник радянсько-японської війни 1945 року.
У червні 1947 — січні 1949 р. — начальник Політичного відділу Тихоокеанського вищого військово-морського училища.
У січні 1949 — червні 1950 р. — начальник 2-го Військово-морського політичного училища в місті Києві.
У червні 1950 — грудні 1955 р. — начальник Політичного управління Чорноморського флоту. Знятий із посади у зв'язку із загибеллю лінкора «Новоросійськ». Перебував у розпорядженні Політичного управління ВМФ СРСР з грудня 1955 по лютий 1956 року.
З лютого 1956 року — у запасі. Проживав у Москві. Похований на Преображенському цвинтарі.

## Звання
- капітан 2-го рангу
- контр-адмірал (27.01.1951)

## Нагороди
- два ордена Червоного Прапора (1945, 1951)
- два ордена Червоної Зірки (1943, 1946)
- орден Вітчизняної війни 1-го ст. (1945)
- медалі